# ソニックと暗黒の騎士
『ソニックと暗黒の騎士』（ソニックとあんこくのきし、Sonic and the Black Knight）は、セガより2009年3月12日に発売のWii用アクションゲーム。

## 概要
『ソニックと秘密のリング』に続く、実在の物語を元にした絵本シリーズの第2弾。言葉を話す剣と共に、アーサー王と円卓の騎士の世界を旅する。制作は『ソニックと秘密のリング』と同じく、国内セガCS2研。
ソニックが初めて武器をメインにして戦う作品（『シャドウ・ザ・ヘッジホッグ』を含めれば、ソニックシリーズ自体の初ではない）。今作はシリーズの中で初めてエッグマンが登場しない。また、ソニックシリーズとしては珍しく、ソニックが走る地形にループやツイストなどが存在せず、壁を走ったりソニックが逆さまになる要素がほとんど存在しないのも本作の特徴（壁を登る行為は存在するが、これも剣を突き刺して少しずつ登っており、従来作の様に足で駆け上がることはしない）。

## ストーリー
好物のチリドッグを食べようとしていたソニックは、不思議な光に包まれる。落ちてきたチリドッグを受け止めつつ地に足を着いてみると、そこには怪物と只ならぬオーラを纏った騎士が、少女を囲んでいた。
必死に助けを求める少女を見て、かつてアラビアンナイトの世界に呼び出されたことを思い出しながら、ソニックは慣れたものだと少女を救い出す決意をする。
邪悪な力に蝕まれた英雄王のアーサーと、円卓の騎士達が立ちはだかる中、ソニックの新たなる冒険が始まる。

## ゲームシステム
基本的な操作は、『ソニックと秘密のリング』とは異なる。ヌンチャクのスティックで移動を行い、Wiiリモコンを振ることで剣を使った攻撃が可能。その他ボタン操作によって、派生攻撃、ジャンプ、ガードおよび会話、そしてソウルサージ発動が可能。ソニック以外にも操作できるキャラがあり、性能も多少異なる。
特殊アクションとして、前述の「ソウルサージ」や剣を壁に突き刺し移動する「ウォールスライド」が存在する。「ソウルサージ」は、キャラごとに持った固有のゲージを消費する特殊技で、ソニックの場合は発動することで高速移動し、敵が接近すればスローモーションで攻撃態勢に移り、すばやく攻撃することが可能。ゲージは、敵の撃破や赤い妖精を取得すると増加する。また、剣が光ったタイミングで攻撃することで、ゲージの減少を一時的に抑えることができ、敵が連続して存在する場合にゲージを維持・回復出来るため特に効果を発揮する。ソウルサージの使い方により、ステージタイムを縮めることが可能。
他にも、プレイ中の振る舞い（背後攻撃の有無、住人への寄付など）で変動する「騎士道」、攻撃またはスピードに特化したバランスおよび装備可能なスキルが異なったスタイルに変更できる「スタイルチェンジ」、アクセサリの装備、道中で入手したアイテムの識別（鑑定）等がある。

## 登場キャラクター
ソニック・ザ・ヘッジホッグ
声 - 金丸淳一
今回は、好物のチリドッグを食べようとした瞬間に突然飛ばされた本の世界で、悪に染まったアーサー王を倒すため新たな相棒・カリバーンと共に戦いに挑む。
秩序やルールを重んじるこの世界でも彼のお気楽さは健在だが、性格が正反対のカリバーンとは事あるごとに衝突する。戦いや試練を乗り越えていくたび、騎士としての精神・剣術に磨きがかかっていく。なお、彼が右手につけているガントレットはマリーナから授かったもの。
最終決戦では、本来のパワーアップ形態である「スーパーソニック」ではなく、金色の鎧とフルフェイスの兜を装備した「エクスカリバーソニック」に変身する。相棒の聖剣カリバーンも、3つの聖なる武具の力を取り込み、大聖剣エクスカリバーに進化する。
なお、『ソニックと秘密のリング』の経験があるため、元の世界の人物とよく似た人物が登場しても、一瞬見間違う程度ですぐ訂正している。
円卓の騎士
アーサー王の部下である、ソニックのライバル達そっくりな騎士達。あくまでそっくりであり、本人とは別人である。
王の命令で、娘のマリーナと彼女の手先となったソニックの命を狙う。彼等も最近の王の変化に疑問を持っているらしいが、騎士としての忠義を第一に行動している。なお、ガラハッドとラモラックは本編に登場しないバトルゲーム専用のキャラクターである（そのため、2人のボイスは過去の作品からの流用が多い）。
ランスロット：シャドウ・ザ・ヘッジホッグ
声 - 遊佐浩二
円卓の騎士の一人で、中でも最強と謳われる騎士。聖なる武具の一つである聖剣「アロンダイト」を扱う。カオススピアやカオスブラストなど様々な技をこなし、時を操ることができる。
円卓の騎士最強でありながら最初に戦うことになるが、ソニックの剣術の未熟さから油断しているため、それほど強敵ではない。
なお、彼はゲームクリア後、ストーリーとは関係なくソニックに再戦を申し込む。油断の無くなった彼の本気は最強の名に恥じぬ、かなりの強さである。
原作においてのランスロットはガラハッドと親子関係だが、本作でのガラハッド（シルバー）との関係は不明。
ガウェイン：ナックルズ・ザ・エキドゥナ
声 - 神奈延年
円卓の騎士の一人。聖なる武具・双剣「ガラティン」を使いこなす。王への忠義は固いがそれと同じぐらい頭も固い。力任せな戦法を得意とする。
パーシヴァル：ブレイズ・ザ・キャット
声 - 高森奈緒
円卓の騎士の一人。炎をまとった身軽で華麗な剣術を得意とする紅一点。聖なる武具であるレイピア「レーヴァティン」を愛用。円卓の騎士の中で最も高貴な人物である。
ガラハッド：シルバー・ザ・ヘッジホッグ
声 - 小野大輔
円卓の騎士の一人。強力な超能力を持つ白銀の騎士。実力はランスロットと並ぶほどと言われている。レビテートで空を飛び、巨大な魔法陣を作り、サイコキネシスで相手を拘束する。
原作ではランスロットの息子だが本作でのランスロット（シャドウ）との関係は不明。
ラモラック：ジェット・ザ・ホーク
声 - 岸尾だいすけ
円卓の騎士の一人。自分のスピードに絶対的な自信を持っている、自尊心の高い騎士。身軽な体術を得意とし、愛用の双剣でスピードがある剣技で相手を追い詰める。
また、彼ら以外にもモードレッドという騎士がいるが本作には登場せず、またこの作品では誰によく似ているのかも謎のままである。
鍛冶屋：テイルス
声 - 広橋涼
キャメロット・キャッスルの城下で、鍛冶屋を営んでいる、ソニックの親友テイルスにそっくりな人物。長年石に刺さったままだったため切れ味の落ちたカリバーンの、「湖の貴婦人に会う前に身奇麗にしないと」という要望で物語の最初に赴く相手。なお、バトルモードで使用できる。
初対面時ソニックはテイルス本人と思い込んで危うく親しげに話しかけようとしたが、別人であることを思い出して対応を変えた。
湖の貴婦人ニミュエ：エミー
声 - 川田妙子
キャメロット城下に住めない貧民の集落があるディープ・ウッズの森の奥の湖にひっそりと暮らす貴婦人。エクスカリバーの鞘の元の持ち主。ソニックが鞘を持つに相応しいか確かめるため、アーサー王を倒す術を知るために訪れたソニックに3つの試練を与える。
容姿はエミーそっくりだが、言動はエミーと違って貴婦人そのものでソニックも親しげに話していた。
なお、エミー本人も声だけエンディングで出演しており、ソニック以外で本人が登場するキャラはエミーのみとなる。ある条件を満たすとバトルモードで使用できる。武器はピコピコハンマー。
魔導師マリーナ
声 - 能登麻美子
大魔術師マーリンの孫娘にして、アーサー王に仕える宮廷魔術師。悪の力に魅入られたアーサー王によって荒廃していく国を救うべく、異世界からソニックを召喚した人物。故あって、アーサー王の命令を受けた円卓の騎士達に命を狙われている。チュートリアルステージの案内役。
なお、マリーナという人物は本作オリジナルのキャラクターであり、本来のアーサー王伝説には登場しない。
カリバーン
声 - 平田広明
湖畔・ミスティレイクの奥深くに眠る「剣の師匠」と言われる伝説の聖剣で、自らの使い手を選ぶと言われる。大樹の下の石床に長らく刺さったままだった。柄の目釘の辺りにある目口で喋ることが可能で、ソニックの近くなら自ら浮いて移動する事も可能。このゲームの案内役で、自称ジェントルメン。
口うるさい厳格な性格で、少々古めかしい言葉遣いで事あるごとにソニックを叱責するので、ソニックはうんざりしてしまう。口癖は「たわけ！」。しかし、口うるさいのはソニックを一人前の騎士にするためでもある。
アーサーが既に王となっているにもかかわらずカリバーンはまだ石床に刺さっている、というアーサー王伝説の時系列とは全く異なる状況になっているが、これにはある事情が存在する。
アーサー王
声 - 柴田秀勝
名君として国を治めていたが、いつしか悪に心を蝕まれてしまった。ニミュエから授かったエクスカリバーの鞘の力で不死身となり、その力で黄泉の世界から呼び出した魔物達による「黄泉の騎士団」を率いて、世界を混沌に陥れようと企む。
エクスカリバーの鞘はいつも身に着けているが、持っている剣は「デスカリバー」という別物で、なぜかエクスカリバーそのものは佩いていない。
バトルモードで使用する事ができ、大柄で攻撃を受けやすい上にスピードも遅いが、ステージのほぼ全域に及ぶ広範囲を攻撃する技を持っている特殊なキャラである。

## 音楽
メインテーマソングは『Knight of the Wind』。『シャドウ・ザ・ヘッジホッグ』以来およそ4年ぶりにCrush 40がメインテーマを担当することとなった。
また、BGMには歴代のソニックシリーズの音楽をリメイクしたものが多く、キャラクターの名を冠したメダルを装備するとそのキャラクターに関係する曲がステージのBGMとして流れる。しかし、「ソニックのメダル」を装備したときはソニックのテーマではなく、メタルソニックのテーマ『What I'm made of....』が流れる。